# Turbinaria mollis
Espèce
Turbinaria mollis est une espèce de coraux appartenant à la famille des Dendrophylliidae.